# Barwice
Barwice este un oraș în Polonia.